# Посёлок Мичурина (Тамбовская область)
Мичурина  — посёлок в Мичуринском районе Тамбовской области России. 
Входит в Изосимовский сельсовет. 

## География
Расположен на левом берегу реки Лесной Воронеж, в 4 км к северу от райцентра, города Мичуринска, и в 4 км к юго-западу от села Изосимово. На севере примыкает к селу Турмасово.
Отдалённой западной частью посёлка примыкает к микрорайону Мичуринска — Кочетовке.

## История
Первоначально назывался как посёлок Центральное отделение совхоза им. Мичурина.

## Население
| 1989 | 2002 | 2010 |
| ---- | ---- | ---- |
| 791  | ↘625 | ↘565 |

Согласно результатам переписи 2002 года, в национальной структуре населения русские составляли 96 % от жителей.